# 10069 Fontenelle
10069 Fontenelle è un asteroide della fascia principale. Scoperto nel 1989, presenta un'orbita caratterizzata da un semiasse maggiore pari a 2,9983928 UA e da un'eccentricità di 0,0615310, inclinata di 9,03250° rispetto all'eclittica. È dedicato allo scrittore francese Bernard le Bovier de Fontenelle.